# Kniphofia fibrosa
Kniphofia fibrosa är en grästrädsväxtart som beskrevs av John Gilbert Baker. Kniphofia fibrosa ingår i Fackelliljesläktet som ingår i familjen grästrädsväxter. Inga underarter finns listade i Catalogue of Life.

## Bildgalleri

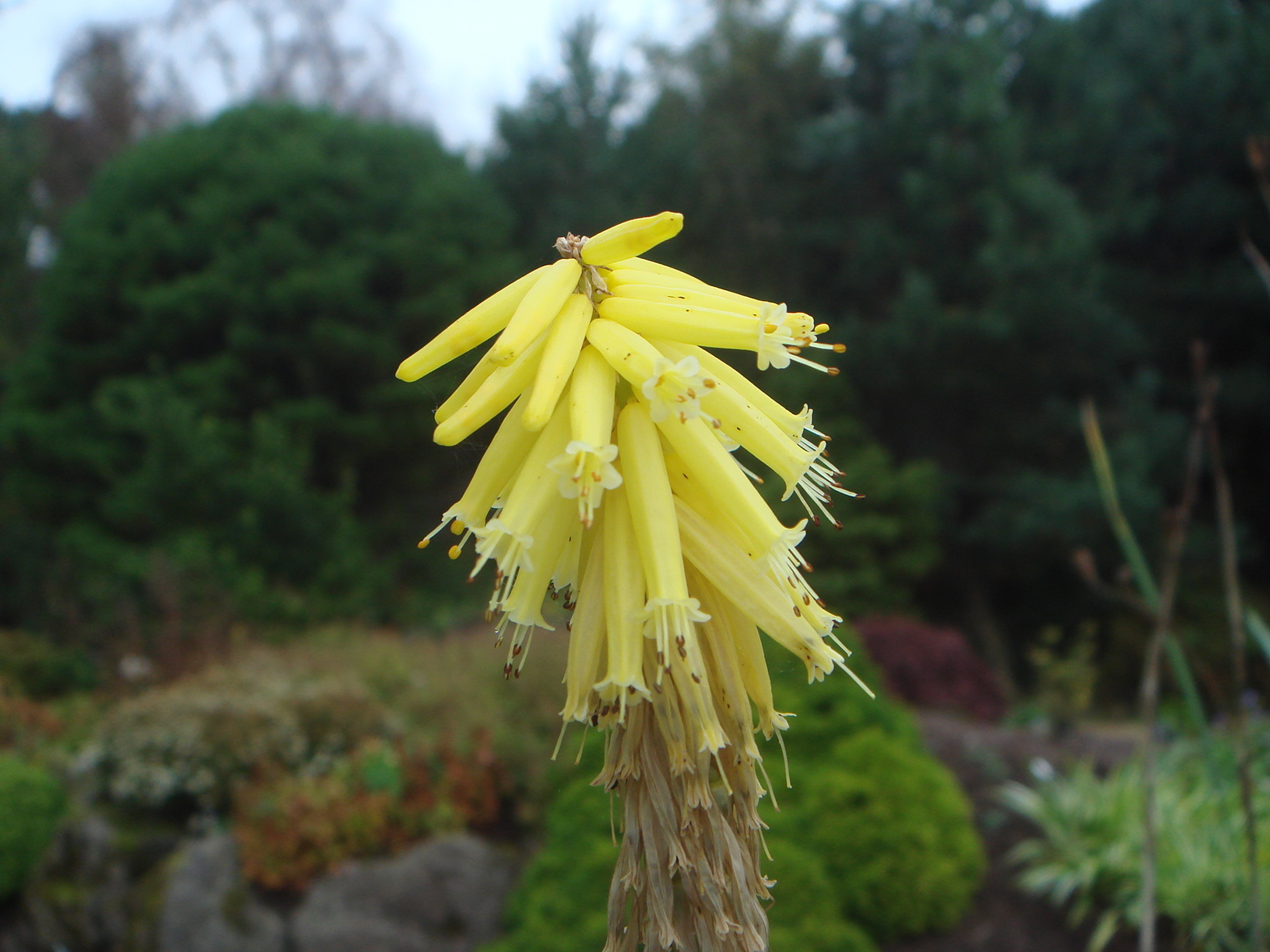